# فرانسيس الثاني راكوتسي
فرانسيس الثاني راكوتسي هو نبيل مجري، وقائد حرب راكوتزي الاستقلالية ضد حكم هابسبورغ للفترة 1703–1711 بصفته أميرا لتحالف الإمارات التي تحارب من أجل استقلال مملكة المجر، فقد كان أمير ترانسيلفانيا وعضوا في فرسان الصوف الذهبي، وحاليا يعد بطلا قوميا في المجر.
في سنة 2006، أصدرت ورقة نقدية قيمتها 500 فورنت مجري تحمل صورته.

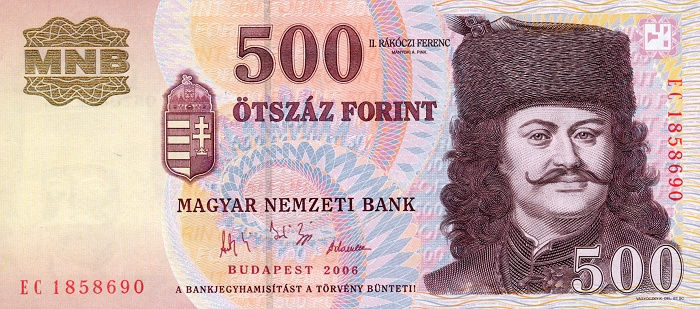
ورقة نقدية قيمتها 500 فورنت مجري تحمل صورته